# Liste der Umweltminister von Sachsen-Anhalt
Dieser Artikel enthält eine Liste der Umweltminister von Sachsen-Anhalt.

## Umweltminister Sachsen-Anhalt (seit 1990)
| Name                                                       | Amtsantritt                                     | Kabinett                            | Partei                              |
| Minister für Umwelt und Naturschutz                        | Minister für Umwelt und Naturschutz             | Minister für Umwelt und Naturschutz | Minister für Umwelt und Naturschutz |
| ---------------------------------------------------------- | ----------------------------------------------- | ----------------------------------- | ----------------------------------- |
| Wolfgang Rauls                                             | 2. November 1990 4. Juli 1991 15. Dezember 1993 | Gies Münch Bergner                  | FDP                                 |
| Minister für Umwelt, Naturschutz und Raumordnung           |                                                 |                                     |                                     |
| Heidrun Heidecke                                           | 22. Juli 1994                                   | Höppner I                           | Grüne                               |
| Minister für Raumordnung, Landwirtschaft und Umwelt        |                                                 |                                     |                                     |
| Heidrun Heidecke                                           | 11. Juni 1996                                   | Höppner I                           | Grüne                               |
| Minister für Raumordnung und Umwelt                        |                                                 |                                     |                                     |
| Ingrid Häußler                                             | 26. Mai 1998                                    | Höppner II                          | SPD                                 |
| Minister für Raumordnung, Landwirtschaft und Umwelt        |                                                 |                                     |                                     |
| Johann Konrad Keller                                       | 10. April 2000                                  | Höppner II                          | SPD                                 |
| Minister für Landwirtschaft und Umwelt                     |                                                 |                                     |                                     |
| Petra Wernicke                                             | 16. Mai 2002 24. April 2006                     | Böhmer I Böhmer II                  | CDU                                 |
| Hermann Onko Aeikens                                       | 13. Oktober 2009 19. April 2011                 | Böhmer II Haseloff I                | CDU                                 |
| Minister für Umwelt, Landwirtschaft und Energie            |                                                 |                                     |                                     |
| Claudia Dalbert                                            | 25. April 2016                                  | Haseloff II                         | Grüne                               |
| Minister für Wissenschaft, Energie, Klimaschutz und Umwelt |                                                 |                                     |                                     |
| Armin Willingmann                                          | 16. September 2021                              | Haseloff III                        | SPD                                 |